# Capitán de amigos
El capitán de amigos fue un funcionario colonial chileno encargado de la mediación entre las autoridades españolas y el pueblo mapuche durante la Guerra de Arauco. Generalmente, de acuerdo a las investigaciones históricas más recientes, ostentaba el cargo un soldado del ejército español regular que vivía entre los aborígenes.

## Antecedentes
El origen del cargo se vincula al Parlamento de Quilín de 1641, donde los españoles solicitan a la población indígena "que admitiesen en cada tribu un capitán español que les hiciera justicia y que tomara su representación cerca del gobernador". Andando el tiempo, los capitanes de amigos comenzaron a asumir otras funciones anexas, tales como persuadir a los mapuche en el sentido de aprender la doctrina cristiana y morigerar sus rudas costumbres, y resolver conflictos usuales entre ellos.
Con el paso de los años, los mapuche se hicieron diestros jinetes y muy buenos guerreros, lo cual, unido a su perfecto conocimiento de la geografía del sur de Chile, les proporcionó una significativa ventaja frente a los españoles. De esta forma, sólo los misioneros pudieron contar con ciertas garantías (muy precarias, por cierto) para adentrarse en tierras indígenas. Las misiones pronto requirieron de la ayuda de sujetos entendidos en el mapudungun y, a la vez, que poseyeran instrucción militar adecuada para tener ascendiente sobre los indios.

## Ambivalencia de su proceder
Los capitanes de amigos, al convivir diariamente con los indígenas, adhirieron a gran parte de las prácticas y usanzas tradicionales de sus protegidos: muchas veces abandonaron a sus legítimas cónyuges y contrajeron matrimonio con naturales, participaron en rogativas, vistieron ropajes a semejanza de los indios, etcétera. Estos hábitos fueron criticados con bastante acritud por las autoridades, quienes temían que los capitanes de amigos pudieran transformarse en potenciales enemigos, o, cuando menos, aleccionaran a los mapuche para atacar a los españoles.
En otros casos, estos funcionarios se convertían en personajes arbitrarios y abusivos, que maltrataban a los indios y se apropiaban de sus bienes. En este sentido, los abusos de los capitanes de amigos en el tráfico de especies a lo largo de la frontera fueron considerados como el detonante de la Rebelión Mapuche de 1723.
Otro ejemplo de lo anterior es que hubo capitanes de amigos que ostentaron grandes propiedades agrícolas, y cuando se les interrogaba sobre los títulos que debían acompañar dichas posesiones, contestaban haber sido recibidos en donación por parte de caciques; es menester aclarar, sin embargo, que también se dio casos en que efectivamente el afecto que ciertos caciques profesaban a estos funcionarios valió a éstos ser obsequiados con grandes terrenos, como aconteció con don Adriano Mera, capitán de amigos de San José de la Mariquina, Valdivia, en 1859, o a don Francisco Aburto Caballero, capitán de amigos (posteriormente Comisario General de Naciones) en Santa Bárbara y Arique en 1760.